# 京都府道402号王子並河線
京都府道402号王子並河線（きょうとふどう402ごう おうじなみかわせん）は、京都府亀岡市を通る一般府道である。

## 概要
亀岡市篠町王子から亀岡市大井町土田1丁目に至る。
旧山陰道にあたり、1959年まで国道9号に指定されていた。亀岡市の中心部を国道9号と並行する。道幅は所々で狭く、一部区間では時間帯一方通行規制が実施される。
1885年（明治28年）頃から始まった保津川下りは、当時京都から人力車にのって老の坂を越え、篠町王子を経て保津川の亀岡盆地から保津峡の入り口にあたる山本浜（現在のトロッコ亀岡駅辺り）から乗船した。ルーマニア皇太子やイギリス皇太子などの賓客も興じたことから、山本浜までの道のりは異人道と呼ばれた。

### 路線データ
京都府資料に基づく起終点および経過地は次のとおり。
- 起点：亀岡市篠町王子（王子交差点、国道9号交点）
- 終点：亀岡市大井町土田1丁目（土田南交差点、国道9号交点）
- 実延長：8.4833 km

## 歴史
本路線は、道路法（昭和27年法律第180号）第7条の規定に基づき、一般府道として1959年（昭和34年）に京都府が初回認定した路線の1つである。その後は起終点や経路の大幅な変更もなく現在に至る。

### 年表
- 1959年（昭和34年）12月18日 - 京都府が一般地方道113号王子並河線として府道認定[6]。
- 1994年（平成6年）4月1日 - 京都府が路線番号を再編（路線認定の一部改正）し、府道402号に変更される[7]。

## 路線状況
起点付近はかつて時速40 km/hの制限速度であったが、2012年（平成24年）4月23日に発生した亀岡暴走事故を受け、同年6月18日より時速30 km/h制限を開始したほか、ハンプの設置などの対策が施された。起点の王子交差点から篠町馬堀の約2 kmで事故以前から実施されてきた午前7時から9時までの亀岡駅方面への一方通行規制は、引き続き実施されている。

### 重複区間
- 京都府道25号亀岡園部線（亀岡市横町・横町交差点 - 亀岡市横町・旗籠町交差点）
- 大阪府道・京都府道6号枚方亀岡線・大阪府道・京都府道43号豊中亀岡線（亀岡市北町 - 亀岡市安町）

### 道路施設

#### 橋梁
- 西川橋（西川、亀岡市）
- 年谷橋（年谷川、亀岡市）
- 常盤橋（曽我谷川、亀岡市）
- 並河橋（犬飼川、亀岡市）
- 前脇橋（願成寺川、亀岡市）

## 地理

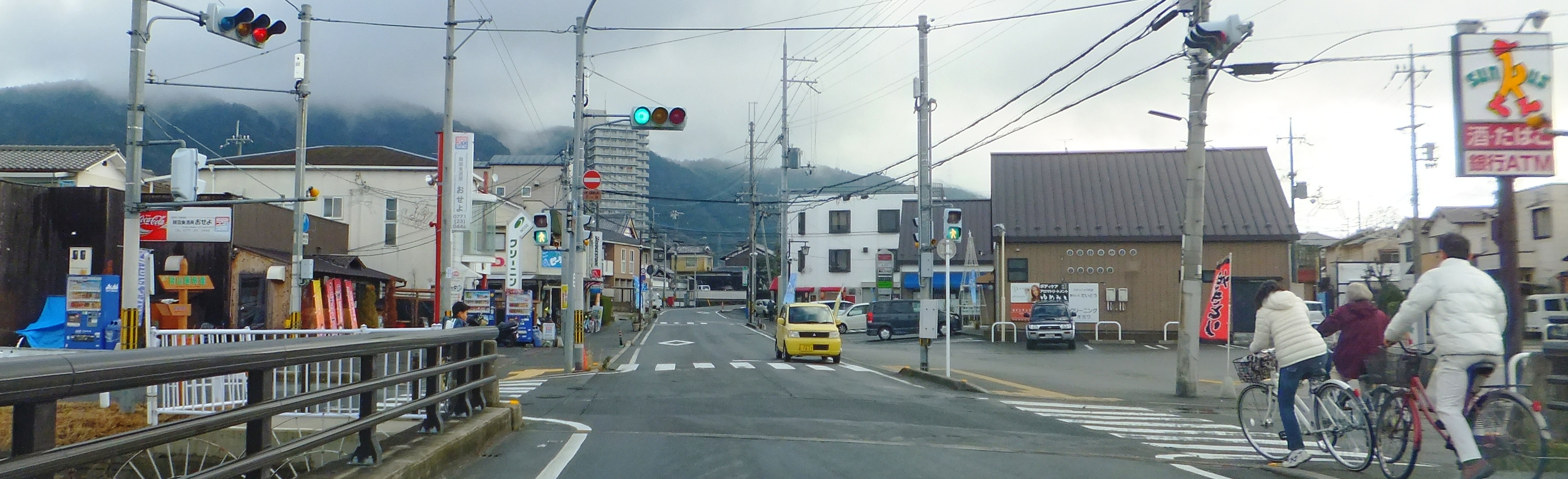
亀岡市馬堀字南垣内で撮影

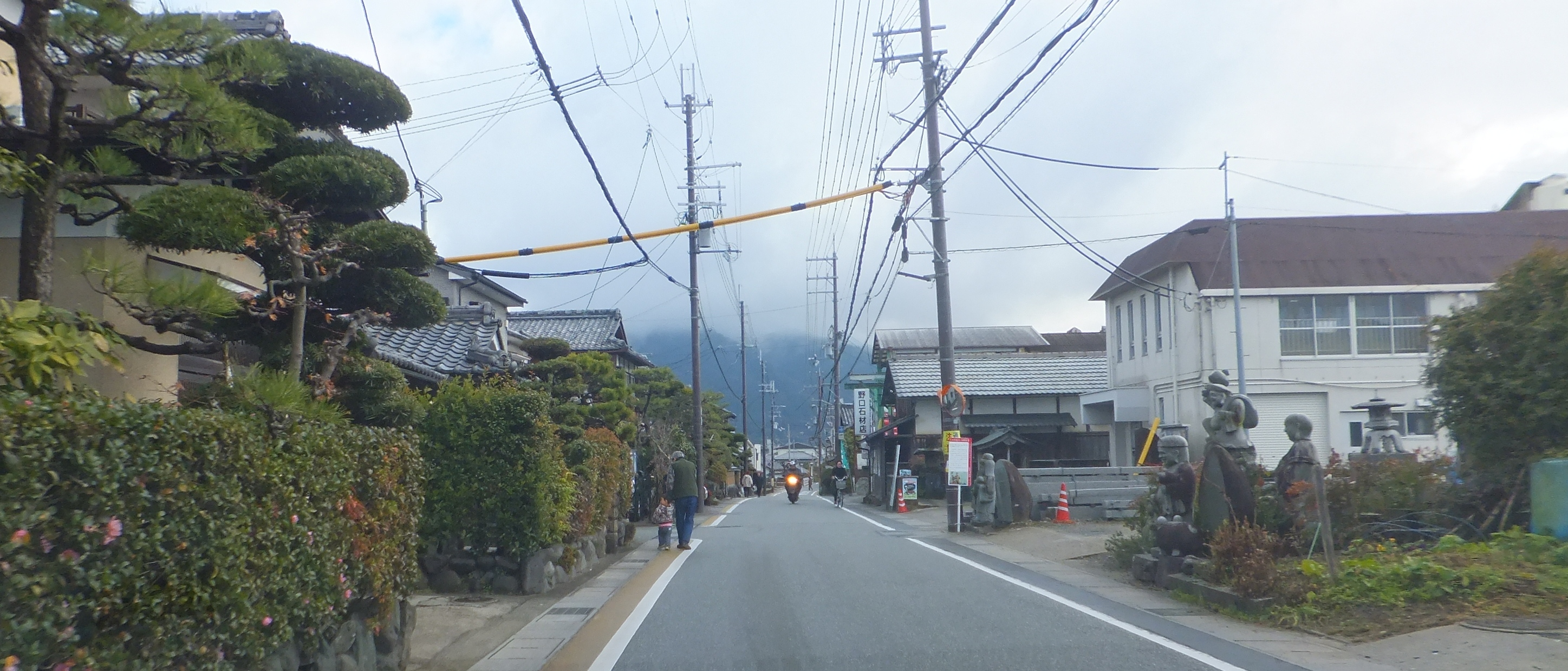
亀岡市三宅町で撮影

### 通過する自治体
- 京都府
  - 亀岡市

### 交差する道路
| 交差する道路 | 交差する場所    | 交差する場所      |
| --- | --------------- | ----------------- |
| 国道9号 | 篠町王子        | 王子交差点 / 起点 |
| 京都府道25号亀岡園部線 重複区間起点                                                                                  | 横町            | 横町交差点        |
| 京都府道25号亀岡園部線 重複区間終点                                                                                  | 横町            | 旗籠町交差点      |
| 大阪府道・京都府道6号枚方亀岡線 重複区間起点 大阪府道・京都府道43号豊中亀岡線 重複区間起点                           | 北町            |                   |
| 大阪府道・京都府道6号枚方亀岡線 重複区間終点 大阪府道・京都府道43号豊中亀岡線 重複区間終点 京都府道403号亀岡停車場線 | 安町            |                   |
| 京都府道405号郷ノ口余部線                                                                                            | 宇津根町        |                   |
| 国道9号 | 大井町土田1丁目 | 土田南交差点      |

### 交差する鉄道
- 山陰本線

### 沿線
- 王子神社
- 篠村八幡宮
- 亀岡篠郵便局
- 亀岡市立安詳小学校
- JR西日本山陰本線
  - 馬堀駅 - 並河駅
- 亀岡市立詳徳中学校
- 亀岡市立詳徳小学校
- ニチコン亀岡
- 京都府立亀岡高等学校
- 亀岡旅篭郵便局
- 亀岡市立亀岡中学校
- 亀岡市立亀岡小学校
- 丹波亀山城址
- 大本本部
- 亀岡市立図書館
- 京都銀行亀岡支店
- 料理旅館保津川観光ホテル楽々荘
- 亀岡市立城西小学校
- 亀岡市立大井小学校